# Gerhard Meier (Pädagoge)
Gerhard Meier, auch Gehard(i) Meyer, (* 26. Februar 1616 in Bremen; † 26. April (oder 15. April) 1695 in Bremen) war ein deutscher Pädagoge und Rektor des Gymnasiums Illustre in Bremen.

## Biografie
Meier war der Sohn eines Kaufmanns und besuchte das Gymnasium in Bremen. Ab 1638 studierte er an der Universität Helmstedt, 1642 an der Universität Leipzig, 1643 an der friesischen Universität Franeker und ab 1644 in London und an der University of Cambridge. 
1644 wurde Meier Professor der Beredsamkeit sowie Pädagogiarch und 1648 Professor der Logik und der Metaphysik am Gymnasium Illustre in Bremen. 1651 übernahm er auch den Bereich der Theologie und 1652 den der Mathematik. 1655 wurde er dann zum Rektor des Gymnasiums Illustre ernannt. Als Universalgelehrter verfasste er eine Reihe von Werken in vielen Bereichen der damaligen Wissenschaftsdiskussion. Sein Nachfolger als Rektor wurde im Juni 1696 Gurtelius aus Hanau. 
Sein gleichnamiger Sohn Gerhard Meier war Doktor der Theologie und Professor für Mathematik am Gymnasium Illustre. 1681 wurde er in einer sehr strittigen Wahl zum ordinari Pastoris der St.-Stephani-Kirchengemeinde; die Wahl zum Prediger wurde 1683 vom Senat bestätigt.